# FC Neded
FC Neded là một câu lạc bộ bán chuyên nghiệp đến từ làng Neded, Slovakia. Đội bóng thi đấu các trận sân nhà trên Sân vận động FC Neded. Câu lạc bộ đang thi đấu ở 4. Liga, cấp độ 4 của hệ thống các giải bóng đá Slovakia.

## Đội hình
Tính đến ngày 1 tháng 8 năm 2018

Ghi chú: Quốc kỳ chỉ đội tuyển quốc gia được xác định rõ trong điều lệ tư cách FIFA. Các cầu thủ có thể giữ hơn một quốc tịch ngoài FIFA.
| Số | VT | Quốc gia | Cầu thủ         |
| -- | -- | -------- | --------------- |
| —  | TM | Slovakia | Roman Wagner    |
| —  | TM | Slovakia | Jozef Porubsky  |
| —  | HV | Slovakia | Juraj Bombicz   |
| —  | HV | Slovakia | Akos Makacs     |
| —  | HV | Slovakia | Tibor Kovacs    |
| —  | HV | Slovakia | Štefan Ambruš   |
| —  | HV | Slovakia | Patrik Bakus    |
| —  | HV | Slovakia | Jakub Sedmak    |
| —  | TV | Slovakia | Denis Galbavy   |
| —  | TV | Slovakia | Ladislav Patasi |
| —  | TV | Serbia   | Nesa Nikolic    |
| —  | TV | Slovakia | Samuel Duris    |

| Số | VT | Quốc gia | Cầu thủ              |
| -- | -- | -------- | -------------------- |
| —  | TV | Slovakia | Patrik Dlhy          |
| —  | TV | Pháp     | Karim Mehdi Guemache |
| —  | TV | Cameroon | Obassi Fritz Ambassa |
| —  | TV | Slovakia | Gyorgy Bombicz       |
| —  | TĐ | Slovakia | Pavol Jurik          |
| —  | TĐ | Slovakia | Simon Chalany        |
| —  | TĐ | Slovakia | Simon Valachovic     |

## Ban kĩ thuật
Cập nhật 1 tháng 1 năm 2019
| Staff           | Job title   |
| --------------- | ----------- |
| Milos Lipovský  | Manager     |
| Adolf Veszprémi | Team Leader |
| Mária Pintérová | Masseur     |

## Huấn luyện viên
Thông tin cập nhật đến ngày 1 tháng 9 năm 2017. Chỉ bao gồm các trận thi đấu.
| Tên                 | Từ                  | Đến                 | Thời gian       | St | T  | H  | B  | BT | BB | Thắng% | Danh hiệu |
| ------------------- | ------------------- | ------------------- | --------------- | -- | -- | -- | -- | -- | -- | ------ | --------- |
| Jozef Mrllák        |                     | 1 tháng 10 năm 2002 | 127 ngày        | 11 | 4  | 1  | 6  | 27 | 30 | 39,3   |           |
| František Csöbönyei | 1 tháng 10 năm 2002 | 27 tháng 5 năm 2003 | 238 ngày        | 21 | 3  | 7  | 11 | 19 | 45 | 25,3   |           |
| Jozef Mrllák        | 27 tháng 5 năm 2003 | 1 tháng 6 năm 2004  | 1 năm, 5 ngày   | 34 | 5  | 6  | 23 | 29 | 92 | 20,5   |           |
| Ladislav Kečkéš     | 1 tháng 6 năm 2004  | 30 tháng 6 năm 2005 | 1 năm, 29 ngày  | 30 | 14 | 5  | 11 | 53 | 44 | 52,2   |           |
| Karol Karlik        | 1 tháng 7 năm 2005  | 18 tháng 4 năm 2006 | 291 ngày        | 17 | 9  | 3  | 5  | 38 | 20 | 58,8   |           |
| Ladislav Kečkéš     | 18 tháng 4 năm 2006 | 1 tháng 7 năm 2007  | 1 năm, 74 ngày  | 41 | 17 | 5  | 19 | 63 | 72 | 45,5   |           |
| Miroslav Lauko      | 1 tháng 7 năm 2007  | 5 tháng 9 năm 2007  | 66 ngày         | 4  | 0  | 0  | 4  | 4  | 12 | 0      |           |
| Vladimir Ekhardt    | 5 tháng 9 năm 2007  | 15 tháng 1 năm 2008 | 132 ngày        | 11 | 8  | 2  | 1  | 22 | 5  | 85,8   |           |
| Andrej Filip        | 15 tháng 1 năm 2008 | 1 tháng 7 năm 2009  | 1 năm, 167 ngày | 46 | 21 | 7  | 18 | 82 | 57 | 50,7   |           |
| Martin Kobora       | 1 tháng 7 năm 2009  | 1 tháng 7 năm 2010  | 1 năm, 0 ngày   | 30 | 11 | 4  | 15 | 40 | 55 | 41,1   |           |
| Andrej Filip        | 1 tháng 7 năm 2010  | 1 tháng 2 năm 2011  | 215 ngày        | 15 | 8  | 1  | 6  | 35 | 24 | 55,5   |           |
| Miroslav Hrdina     | 1 tháng 2 năm 2011  | 15 tháng 9 năm 2012 | 2 năm, 227 ngày | 51 | 28 | 11 | 12 | 99 | 66 | 62,0   |           |
| Libor Fašiang       | 15 tháng 9 năm 2012 | 1 tháng 1 năm 2013  | 108 ngày        | 8  | 1  | 1  | 6  | 8  | 13 | 16,6   |           |
| Daniel Benkovský    | 1 tháng 1 năm 2013  | 1 tháng 7 năm 2014  | 1 năm, 181 ngày | 44 | 20 | 8  | 16 | 91 | 46 | 51,5   |           |
| Andrej Filip        | 1 tháng 7 năm 2014  | 20 tháng 8 năm 2015 | 1 năm, 50 ngày  | 36 | 15 | 10 | 11 | 44 | 42 | 59,4   |           |
| Vladimír Ekhardt    | 20 tháng 8 năm 2015 | 26 tháng 4 năm 2016 | 250 ngày        | 20 | 2  | 8  | 10 | 22 | 41 | 23,3   |           |
| Jozef Kováč         | 26 tháng 4 năm 2016 | 12 tháng 9 năm 2016 | 139 ngày        | 15 | 6  | 2  | 8  | 23 | 30 | 44,4   |           |
| Tomáš Bartoš        | 12 tháng 9 năm 2016 | 28 tháng 5 năm 2017 | 258 ngày        | 27 | 4  | 4  | 19 | 28 | 69 | 19,7   |           |
| Imrich Csillag      | 20 tháng 8 năm 2017 | 1 tháng 1 năm 2019  | 7 năm, 214 ngày | 41 | 16 | 9  | 16 | 59 | 57 | 46,3   |           |
| Milos Lipovsky      | 1 tháng 1 năm 2019  |                     | 6 năm, 80 ngày  | 9  | 1  | 3  | 5  | 5  | 15 | 22,2   |           |

## Lịch sử thi đấu
Chỉ Slovak League (1993-nay)
| Mùa giải | Division (Name)                         | Pos./Teams | Pl. | W  | D  | L  | GS  | GA | P  | Cúp bóng đá Slovakia         | Vua phá lưới (Số bàn thắng)     |
| -------- | --------------------------------------- | ---------- | --- | -- | -- | -- | --- | -- | -- | ---------------------------- | ------------------------------- |
| 1993-94  | thứ 6 (giải khu vực)                    | 7/(16)     | 30  | 14 | 5  | 11 | 53  | 42 | 33 | Không tham gia               |                                 |
| 1994-95  | thứ 6 (giải khu vực)                    | 12/(16)    | 30  | 10 | 6  | 14 | 52  | 59 | 36 | Không tham gia               |                                 |
| 1995-96  | thứ 6 (giải khu vực)                    | 4/(16)     | 30  | 15 | 8  | 7  | 61  | 40 | 50 | Không tham gia               |                                 |
| 1996-97  | thứ 6 (giải khu vực)                    | 3/(13)     | 25  | 15 | 4  | 6  | 46  | 34 | 49 | Không tham gia               |                                 |
| 1997-98  | thứ 5 (giải khu vực)                    | 11/(16)    | 30  | 13 | 2  | 15 | 58  | 60 | 41 | Không tham gia               |                                 |
| 1998-99  | thứ 5 (giải khu vực)                    | 3/(16)     | 30  | 16 | 5  | 9  | 78  | 43 | 53 | Không tham gia               |                                 |
| 1999-00  | thứ 5 (giải khu vực)                    | 1/(16)     | 30  | 20 | 2  | 8  | 101 | 43 | 62 | Không tham gia               |                                 |
| 2000-01  | thứ 4 (giải khu vực)                    | 1/(16)     | 30  | 20 | 4  | 6  | 72  | 41 | 64 | Không tham gia               |                                 |
| 2001-02  | thứ 3 (third league - west)             | 12/(16)    | 30  | 12 | 1  | 17 | 53  | 56 | 37 | Không tham gia               |                                 |
| 2002-03  | thứ 3 (third league - west)             | 14/(16)    | 30  | 5  | 9  | 16 | 26  | 60 | 24 | Không tham gia               | Peter Sládeček (7)              |
| 2003-04  | thứ 3 (third league - west)             | 16/(16)    | 30  | 3  | 5  | 22 | 22  | 87 | 14 | Không tham gia               | Ivan Jedinák (5)                |
| 2004-05  | thứ 4 (giải khu vực)                    | 5/(16)     | 30  | 14 | 5  | 11 | 53  | 44 | 47 | Không tham gia               | Ladislav Beneš (12)             |
| 2005-06  | thứ 4 (giải khu vực)                    | 4/(15)     | 28  | 16 | 6  | 6  | 67  | 32 | 54 | Không tham gia               | Ladislav Beneš (17)             |
| 2006-07  | thứ 4 (giải khu vực)                    | 15/(16)    | 30  | 10 | 2  | 18 | 33  | 60 | 32 | Không tham gia               | Slavomír Konc (17)              |
| 2007-08  | thứ 4 (giải khu vực)                    | 4/(16)     | 30  | 14 | 6  | 10 | 46  | 30 | 48 | Không tham gia               | Adrián Paštiak (13)             |
| 2008-09  | thứ 4 (giải khu vực)                    | 8/(16)     | 30  | 14 | 3  | 13 | 61  | 44 | 45 | Không tham gia               | Vladimír Rožník (18)            |
| 2009-10  | thứ 4 (giải khu vực)                    | 15/(16)    | 30  | 11 | 4  | 15 | 40  | 55 | 37 | Không tham gia               | Emil Ivanič (10)                |
| 2010-11  | thứ 5 (giải khu vực)                    | 3/(16)     | 28  | 17 | 6  | 7  | 73  | 35 | 57 | Không tham gia               | Adam Bombicz (13)               |
| 2011-12  | thứ 5 (giải khu vực)                    | 2/(16)     | 30  | 19 | 4  | 7  | 56  | 40 | 61 | Không tham gia               | Lajos Kalmár, Adam Polednák (8) |
| 2012-13  | thứ 4 (giải khu vực)                    | 15/(16)    | 28  | 6  | 3  | 19 | 37  | 42 | 21 | Không tham gia               | Dušan Krcho (6)                 |
| 2013-14  | thứ 4 (giải khu vực)                    | 5/(16)     | 30  | 15 | 8  | 7  | 67  | 30 | 53 | Không tham gia               | Šimon Valachovič (13)           |
| 2014-15  | thứ 3 (third league - Tây - South West) | 4/(18)     | 32  | 15 | 10 | 7  | 40  | 32 | 55 | Không tham gia               | Šimon Valachovič (14)           |
| 2015-16  | thứ 3 (third league - Tây - South West) | 16/(18)    | 32  | 6  | 9  | 17 | 40  | 62 | 27 | 2.R, 2-6 (FC Slovan Galanta) | Šimon Valachovič (7)            |
| 2016-17  | thứ 3 (third league - Tây - South West) | 19/(19)    | 36  | 6  | 6  | 24 | 38  | 85 | 24 | Không tham gia               | Obassi Fritz Ambassa (10)       |
| 2017-18  | thứ 4 (giải khu vực)                    | 9/(16)     | 30  | 11 | 5  | 14 | 46  | 46 | 38 | Không tham gia               | Tomas Kunovsky (10)             |
| 2018-19  | thứ 4 (giải khu vực)                    | 8/(16)     | 26  | 9  | 7  | 10 | 30  | 35 | 34 | Không tham gia               | Denis Galbavy (5)               |

## Kỉ lục và thống kê
- Trận thắng đậm nhất ở giải vô địch: 11-0 (trước TJ Mýtna Nová Ves, 8. tháng 6 năm 1999).
- Trận thua đậm nhất ở giải vô địch: 0-10 (trước ŠK LR Crystal Lednické Rovne, 31 tháng 5 năm 2004).
- Số khán giả tại giải vô địch: 1500 (trước TJ Družstevník Topoľníky, thắng 3-1, 26 tháng 8 năm 2009).
- Số bàn thắng nhiều nhất trong một mùa giải: Vladimír Rožník, 18 (trong mùa giải 2008-2009).
- Số bàn thắng nhiều nhất trong một trận đấu: Mário Klajman, 5 bàn, thắng 9-0, (trước TJ Družstevník Veľké Kostoľany, 6 tháng 11 năm 2001), Šimon Valachovič, 5 bàn, thắng 10-0, (trước TJ Družstevník Topoľníky, 6 tháng 4 năm 2014).